# Meimuna
Genre
Meimuna est un genre d'insectes hémiptères de la sous-famille des Cicadinae (famille des Cicadidae, les cigales). 

## Répartition
Les espèces du genre Meimuna se rencontrent dans les régions d'Asie orientale et malaises, en Corée, en Chine et au Japon.   

## Description
La tête, yeux compris, est à peu près aussi large que la base du mésonotum et plus courte que la largeur entre les yeux. Les marges latérales sont obliquement continues vers la face ou très légèrement sinuées.
Le pronotum est nettement plus court que le mésonotum. Ses marges latérales portent généralement distinctement des dents aiguës avant le milieu.
L'abdomen est considérablement plus long que l'espace entre l'apex de la tête et la base de l'élévation cruciforme. Le segment abdominal antérieur est apicalement non armé chez le mâle. Les tympans sont couverts avec les volets tympanaux à peu près aussi longs que larges. Le rostre atteint les coxae postérieurs. Les opercules, parfois très courts, sont obliquement divergents. 
Les élytres et ailes sont hyalines.

## Liste des espèces
Selon GBIF (15 septembre 2024) :
- Meimuna boninensis (Distant, 1905)
- Meimuna bonininsulana Kato, 1928
- Meimuna cassandra Distant, 1912
- Meimuna chekianga Kato, 1940
- Meimuna chekiangensis Chen, 1940
- Meimuna choui Lei, 1994
- Meimuna crassa (Distant, 1905)
- Meimuna duffelsi Boulard, 2005
- Meimuna gakokizana Matsumura, 1917
- Meimuna gamameda (Distant, 1902)
- Meimuna goshizana Matsumura, 1917
- Meimuna infuscata Lei & Beuk, 1997
- Meimuna iwasakii Matsumura, 1913
- Meimuna khadiga (Distant, 1904)
- Meimuna kuroiwae Matsumura, 1917
- Meimuna microdon (Walker, 1850)
- Meimuna mongolica (Distant, 1881)
- Meimuna multivocalis (Matsumura, 1917)
- Meimuna neomongolica Liu, 1940
- Meimuna opalifera (Walker, 1850)
- Meimuna oshimensis (Matsumura, 1906)
- Meimuna pallida Ollenbach, 1928
- † Meimuna protopalifera Fujiyama, 1969
- Meimuna raxa Distant, 1913
- Meimuna silhetana (Distant, 1888)
- Meimuna subviridissima Distant, 1913
- Meimuna tavoyana (Distant, 1888)
- Meimuna tripurasura (Distant, 1881) - espèce type
- Meimuna velitaris (Distant, 1897)

## Systématique
Le genre Meimuna a été nommé et décrit en 1905 par l’entomologiste anglais William Lucas Distant (1845-1922) avec pour espèce type Meimuna tripurasura (Distant, 1881),.
Meimuna a pour synonymes les différentes graphies suivantes, toutes incorrectes :
- Maimuna Distant, 1905
- Meimura Distant, 1905
- Meimuua Distant, 1905
- Meinuma Distant, 1905
- Meinuna Distant, 1905
- Miemuna Distant, 1905

### Publication originale
- (en) W. L. Distant, « Rhynchotal Notes — XXIX », Annals and Magazine of Natural History, Londres, 7e série, vol. 15, no 85,‎ janvier 1905, p. 58-70 (ISSN 0374-5481, lire en ligne, consulté le 15 septembre 2024).